# De waarheid (album)
De waarheid is het zesde studioalbum van de Nederlandse zanger Marco Borsato, uitgebracht in 1997. Het was zijn derde Nederlandstalige album en tot dusver ook zijn succesvolste. De plaat is met 700.000 verkochte exemplaren een van de bestverkochte albums ooit in Nederland. Het werd dan ook de bestverkochte plaat van 1997.

## Geschiedenis
Het album werd opgenomen in de studio van Arnold Mühren in Volendam en gemixt en gemasterd in de Wisseloord Studio's in Hilversum. Op het album spelen Ton Dijkman op drums, Giovanni Caminita op basgitaar, Rob Winter op gitaar, John Ewbank op keyboards en piano, Kees ten Dam op altsaxofoon en Eddie Conard op percussie. Jan Tekstra, Linda Snoeij, Jessika Hendriks en Ferry van Leeuwen zingen backing vocals. De tekst en muziek komen opnieuw van John Ewbank, Han Kooreneef en Leo Driessen.

### Ontvangst
De waarheid verschijnt half januari 1997 na een grote publiciteitscampagne. Direct na de release ontstaat een enorme run op de platenwinkels: op de eerste dag worden zo'n 275.000 exemplaren verkocht. De hype rond de zanger houdt aan en binnen enkele weken is het half miljoen gepasseerd. Begin februari 1997 geeft Borsato met een optreden in Paradiso in Amsterdam het startschot voor de De waarheid-tournee. Deze toer wordt in oktober afgesloten met veertien uitverkochte concerten in Ahoy in Rotterdam.
In de Nederlandse Album Top 100 stond het album met 105 weken meer dan twee jaar genoteerd, waarvan zeven weken op de nummer 1-positie. Ook in Vlaanderen werd het album een nummer 1-hit. De nummers die op single uitgebracht werden, De waarheid en Wereld zonder jou, werden top 5-hits in de Single Top 100 en de Nederlandse Top 40. In Vlaanderen werd ook Wie, een cover van X colpa di chi? van Zucchero, op single uitgebracht. In tegenstelling tot de twee voorgaande albums van Borsato is dat het enige nummer op De waarheid dat uit het Italiaans is vertaald. Wereld zonder jou is het tweede duet dat Borsato opnam (na As love begins met Linda Snoeij (o.a. Mrs. Einstein) van zijn eerste album Emozioni uit 1990).

## Tracklist
| Nr. | Titel                                       | Schrijver(s)                                                      | Duur |
| --- | ------------------------------------------- | ----------------------------------------------------------------- | ---- |
| 1.  | De waarheid                                 | John Ewbank                                                       | 5:12 |
| 2.  | Je zit op rozen                             | Ewbank, Han Kooreneef                                             | 3:26 |
| 3.  | Onbewoonbaar verklaard                      | Ewbank, Kooreneef                                                 | 2:32 |
| 4.  | Fijne vent                                  | Ewbank, Leo Driessen, Roberto Pacco, Rob Winter, Kiki Meijerhoven | 3:03 |
| 5.  | Oud en afgedankt                            | Ewbank, Kooreneef                                                 | 5:13 |
| 6.  | Denk aan mij                                | Ewbank, Nino Buonocore                                            | 3:55 |
| 7.  | Wie                                         | Driessen, Ewbank, Kooreneef, Zucchero                             | 3:11 |
| 8.  | Wereld zonder jou (met Trijntje Oosterhuis) | Ewbank                                                            | 3:55 |
| 9.  | Door jou                                    | Ewbank                                                            | 3:02 |
| 10. | Jij hebt mij niet nodig                     | Driessen, Ewbank, Kooreneef                                       | 3:41 |
| 11. | Ik heb genoeg aan jou                       | Ewbank, Kooreneef                                                 | 3:22 |
| 12. | Vreemde handen                              | Ewbank, Kooreneef                                                 | 5:14 |
| 13. | Maskers af                                  | Ewbank, Kooreneef                                                 | 4:19 |

## Hitnotering

### Nederland
| "De waarheid" in de Nederlandse Album Top 100 - binnen: 25-01-1997 | "De waarheid" in de Nederlandse Album Top 100 - binnen: 25-01-1997 | "De waarheid" in de Nederlandse Album Top 100 - binnen: 25-01-1997 | "De waarheid" in de Nederlandse Album Top 100 - binnen: 25-01-1997 | "De waarheid" in de Nederlandse Album Top 100 - binnen: 25-01-1997 | "De waarheid" in de Nederlandse Album Top 100 - binnen: 25-01-1997 | "De waarheid" in de Nederlandse Album Top 100 - binnen: 25-01-1997 | "De waarheid" in de Nederlandse Album Top 100 - binnen: 25-01-1997 | "De waarheid" in de Nederlandse Album Top 100 - binnen: 25-01-1997 | "De waarheid" in de Nederlandse Album Top 100 - binnen: 25-01-1997 | "De waarheid" in de Nederlandse Album Top 100 - binnen: 25-01-1997 | "De waarheid" in de Nederlandse Album Top 100 - binnen: 25-01-1997 | "De waarheid" in de Nederlandse Album Top 100 - binnen: 25-01-1997 | "De waarheid" in de Nederlandse Album Top 100 - binnen: 25-01-1997 | "De waarheid" in de Nederlandse Album Top 100 - binnen: 25-01-1997 | "De waarheid" in de Nederlandse Album Top 100 - binnen: 25-01-1997 | "De waarheid" in de Nederlandse Album Top 100 - binnen: 25-01-1997 | "De waarheid" in de Nederlandse Album Top 100 - binnen: 25-01-1997 | "De waarheid" in de Nederlandse Album Top 100 - binnen: 25-01-1997 | "De waarheid" in de Nederlandse Album Top 100 - binnen: 25-01-1997 | "De waarheid" in de Nederlandse Album Top 100 - binnen: 25-01-1997 | "De waarheid" in de Nederlandse Album Top 100 - binnen: 25-01-1997 | "De waarheid" in de Nederlandse Album Top 100 - binnen: 25-01-1997 | "De waarheid" in de Nederlandse Album Top 100 - binnen: 25-01-1997 | "De waarheid" in de Nederlandse Album Top 100 - binnen: 25-01-1997 | "De waarheid" in de Nederlandse Album Top 100 - binnen: 25-01-1997 | "De waarheid" in de Nederlandse Album Top 100 - binnen: 25-01-1997 | "De waarheid" in de Nederlandse Album Top 100 - binnen: 25-01-1997 |
| Week                                                               | 01                                                                 | 02                                                                 | 03                                                                 | 04                                                                 | 05                                                                 | 06                                                                 | 07                                                                 | 08                                                                 | 09                                                                 | 10                                                                 | 11                                                                 | 12                                                                 | 13                                                                 | 14                                                                 | 15                                                                 | 16                                                                 | 17                                                                 | 18                                                                 | 19                                                                 | 20                                                                 | 21                                                                 | 22                                                                 | 23                                                                 | 24                                                                 | 25                                                                 | 26                                                                 | 27                                                                 |
| ------------------------------------------------------------------ | ------------------------------------------------------------------ | ------------------------------------------------------------------ | ------------------------------------------------------------------ | ------------------------------------------------------------------ | ------------------------------------------------------------------ | ------------------------------------------------------------------ | ------------------------------------------------------------------ | ------------------------------------------------------------------ | ------------------------------------------------------------------ | ------------------------------------------------------------------ | ------------------------------------------------------------------ | ------------------------------------------------------------------ | ------------------------------------------------------------------ | ------------------------------------------------------------------ | ------------------------------------------------------------------ | ------------------------------------------------------------------ | ------------------------------------------------------------------ | ------------------------------------------------------------------ | ------------------------------------------------------------------ | ------------------------------------------------------------------ | ------------------------------------------------------------------ | ------------------------------------------------------------------ | ------------------------------------------------------------------ | ------------------------------------------------------------------ | ------------------------------------------------------------------ | ------------------------------------------------------------------ | ------------------------------------------------------------------ |
| Nummer                                                             | 1                                                                  | 1                                                                  | 1                                                                  | 1                                                                  | 1                                                                  | 1                                                                  | 1                                                                  | 2                                                                  | 2                                                                  | 2                                                                  | 7                                                                  | 6                                                                  | 9                                                                  | 9                                                                  | 12                                                                 | 14                                                                 | 12                                                                 | 7                                                                  | 8                                                                  | 11                                                                 | 14                                                                 | 12                                                                 | 7                                                                  | 8                                                                  | 12                                                                 | 10                                                                 | 10                                                                 |
| Week                                                               | 28                                                                 | 29                                                                 | 30                                                                 | 31                                                                 | 32                                                                 | 33                                                                 | 34                                                                 | 35                                                                 | 36                                                                 | 37                                                                 | 38                                                                 | 39                                                                 | 40                                                                 | 41                                                                 | 42                                                                 | 43                                                                 | 44                                                                 | 45                                                                 | 46                                                                 | 47                                                                 | 48                                                                 | 49                                                                 | 50                                                                 | 51                                                                 | 52                                                                 | 53                                                                 | 54                                                                 |
| Nummer                                                             | 7                                                                  | 7                                                                  | 6                                                                  | 4                                                                  | 6                                                                  | 9                                                                  | 6                                                                  | 6                                                                  | 6                                                                  | 3                                                                  | 22                                                                 | 13                                                                 | 16                                                                 | 14                                                                 | 13                                                                 | 23                                                                 | 26                                                                 | 40                                                                 | 30                                                                 | 45                                                                 | 40                                                                 | 42                                                                 | 45                                                                 | 36                                                                 | 32                                                                 | 32                                                                 | 25                                                                 |
| Week                                                               | 55                                                                 | 56                                                                 | 57                                                                 | 58                                                                 | 59                                                                 | 60                                                                 | 61                                                                 | 62                                                                 | 63                                                                 | 64                                                                 | 65                                                                 | 66                                                                 | 67                                                                 | 68                                                                 | 69                                                                 | 70                                                                 | 71                                                                 | 72                                                                 | 73                                                                 | 74                                                                 | 75                                                                 | 76                                                                 | 77                                                                 | 78                                                                 | 79                                                                 | 80                                                                 | 81                                                                 |
| Nummer                                                             | 25                                                                 | 31                                                                 | 37                                                                 | 44                                                                 | 50                                                                 | 43                                                                 | 47                                                                 | 66                                                                 | 60                                                                 | 61                                                                 | 57                                                                 | 64                                                                 | 61                                                                 | 64                                                                 | 61                                                                 | 64                                                                 | 72                                                                 | 78                                                                 | 77                                                                 | 73                                                                 | 54                                                                 | 39                                                                 | 32                                                                 | 34                                                                 | 42                                                                 | 47                                                                 | 43                                                                 |
| Week                                                               | 82                                                                 | 83                                                                 | 84                                                                 | 85                                                                 | 86                                                                 | 87                                                                 | 88                                                                 | 89                                                                 | 90                                                                 | 91                                                                 | 92                                                                 | 93                                                                 | 94                                                                 | 95                                                                 | 96                                                                 |                                                                    | 97                                                                 | 98                                                                 | 99                                                                 | 100                                                                | 101                                                                | 102                                                                | 103                                                                | 104                                                                | 105                                                                |                                                                    |                                                                    |
| Nummer                                                             | 15                                                                 | 9                                                                  | 10                                                                 | 27                                                                 | 36                                                                 | 82                                                                 | 73                                                                 | 60                                                                 | 67                                                                 | 67                                                                 | 69                                                                 | 74                                                                 | 82                                                                 | 73                                                                 | 89                                                                 | uit                                                                | 92                                                                 | 84                                                                 | 66                                                                 | 97                                                                 | 65                                                                 | 40                                                                 | 40                                                                 | 56                                                                 | 96                                                                 | uit                                                                |                                                                    |

### Vlaanderen
| "De waarheid" in de Vlaamse Ultratop 200 - binnen: 01-02-1997 | "De waarheid" in de Vlaamse Ultratop 200 - binnen: 01-02-1997 | "De waarheid" in de Vlaamse Ultratop 200 - binnen: 01-02-1997 | "De waarheid" in de Vlaamse Ultratop 200 - binnen: 01-02-1997 | "De waarheid" in de Vlaamse Ultratop 200 - binnen: 01-02-1997 | "De waarheid" in de Vlaamse Ultratop 200 - binnen: 01-02-1997 | "De waarheid" in de Vlaamse Ultratop 200 - binnen: 01-02-1997 | "De waarheid" in de Vlaamse Ultratop 200 - binnen: 01-02-1997 | "De waarheid" in de Vlaamse Ultratop 200 - binnen: 01-02-1997 | "De waarheid" in de Vlaamse Ultratop 200 - binnen: 01-02-1997 | "De waarheid" in de Vlaamse Ultratop 200 - binnen: 01-02-1997 | "De waarheid" in de Vlaamse Ultratop 200 - binnen: 01-02-1997 | "De waarheid" in de Vlaamse Ultratop 200 - binnen: 01-02-1997 | "De waarheid" in de Vlaamse Ultratop 200 - binnen: 01-02-1997 | "De waarheid" in de Vlaamse Ultratop 200 - binnen: 01-02-1997 | "De waarheid" in de Vlaamse Ultratop 200 - binnen: 01-02-1997 | "De waarheid" in de Vlaamse Ultratop 200 - binnen: 01-02-1997 | "De waarheid" in de Vlaamse Ultratop 200 - binnen: 01-02-1997 | "De waarheid" in de Vlaamse Ultratop 200 - binnen: 01-02-1997 | "De waarheid" in de Vlaamse Ultratop 200 - binnen: 01-02-1997 | "De waarheid" in de Vlaamse Ultratop 200 - binnen: 01-02-1997 | "De waarheid" in de Vlaamse Ultratop 200 - binnen: 01-02-1997 | "De waarheid" in de Vlaamse Ultratop 200 - binnen: 01-02-1997 | "De waarheid" in de Vlaamse Ultratop 200 - binnen: 01-02-1997 | "De waarheid" in de Vlaamse Ultratop 200 - binnen: 01-02-1997 | "De waarheid" in de Vlaamse Ultratop 200 - binnen: 01-02-1997 | "De waarheid" in de Vlaamse Ultratop 200 - binnen: 01-02-1997 | "De waarheid" in de Vlaamse Ultratop 200 - binnen: 01-02-1997 |
| Week                                                          | 01                                                            | 02                                                            | 03                                                            | 04                                                            | 05                                                            | 06                                                            | 07                                                            | 08                                                            | 09                                                            | 10                                                            | 11                                                            | 12                                                            | 13                                                            | 14                                                            | 15                                                            | 16                                                            | 17                                                            | 18                                                            | 19                                                            | 20                                                            | 21                                                            | 22                                                            | 23                                                            | 24                                                            | 25                                                            | 26                                                            | 27                                                            |
| ------------------------------------------------------------- | ------------------------------------------------------------- | ------------------------------------------------------------- | ------------------------------------------------------------- | ------------------------------------------------------------- | ------------------------------------------------------------- | ------------------------------------------------------------- | ------------------------------------------------------------- | ------------------------------------------------------------- | ------------------------------------------------------------- | ------------------------------------------------------------- | ------------------------------------------------------------- | ------------------------------------------------------------- | ------------------------------------------------------------- | ------------------------------------------------------------- | ------------------------------------------------------------- | ------------------------------------------------------------- | ------------------------------------------------------------- | ------------------------------------------------------------- | ------------------------------------------------------------- | ------------------------------------------------------------- | ------------------------------------------------------------- | ------------------------------------------------------------- | ------------------------------------------------------------- | ------------------------------------------------------------- | ------------------------------------------------------------- | ------------------------------------------------------------- | ------------------------------------------------------------- |
| Nummer                                                        | 16                                                            | 2                                                             | 1                                                             | 6                                                             | 5                                                             | 6                                                             | 13                                                            | 10                                                            | 3                                                             | 3                                                             | 2                                                             | 2                                                             | 2                                                             | 4                                                             | 4                                                             | 4                                                             | 4                                                             | 10                                                            | 23                                                            | 27                                                            | 32                                                            | 49                                                            | 50                                                            | 45                                                            | 46                                                            | 38                                                            | 30                                                            |
| Week                                                          | 28                                                            | 29                                                            |                                                               | 30                                                            | 31                                                            | 32                                                            | 33                                                            | 34                                                            | 35                                                            |                                                               | 36                                                            | 37                                                            | 38                                                            | 39                                                            |                                                               | 40                                                            | 41                                                            |                                                               | 42                                                            | 43                                                            | 44                                                            | 45                                                            | 46                                                            | 47                                                            |                                                               | 48                                                            |                                                               |
| Nummer                                                        | 38                                                            | 44                                                            | uit                                                           | 37                                                            | 29                                                            | 48                                                            | 49                                                            | 33                                                            | 45                                                            | uit                                                           | 45                                                            | 42                                                            | 45                                                            | 44                                                            | uit                                                           | 34                                                            | 35                                                            | uit                                                           | 35                                                            | 28                                                            | 28                                                            | 30                                                            | 40                                                            | 45                                                            | uit                                                           | 46                                                            | uit                                                           |